# Давыдова (деревня)
Давыдова — деревня в Каменском районе Свердловской области России. Входит в Каменский муниципальный округ.
Ранее входило в состав Маминского сельсовета Каменского района.

## География
Деревня Давыдова расположена в 27 километрах (в 38 километрах по автодороге) к западу от города Каменска-Уральского, в лесной местности на правом берегу реки Исети, в устье её правого притока — реки Карасий Исток. Относится к Маминской сельской администрации. В деревне три улицы: 8 Марта, Ленина и Набережная.
Чуть выше по течению Исети, в трёх километрах к северо-западу от деревни Давыдовой, расположено село Маминское. А выше по течению Карасьего Истока, в пяти километрах к юго-западу от деревни, расположено село Троицкое.

## История
В ревизской сказке вписано, что один из первопоселенцев Василий Леонтьевич Сметанин (37 лет) пришёл в Камышловскую слободу в 1715 году с сыном из Каргаполя Ингерманландской губернии. В том же 1715 году в Давыдовой срубил себе избу Козьма Кошкин из Кунгура. Многие давыдовцы активно участвовали в Пугачёвском восстании. В 1734 году деревня внесена на ландкарту А. Кичигина.
Земство в 1893 году здесь открыло школу грамотности. В 1926 года входила в состав Покровского района, Троицкого сельсовета. С 1929 года — колхоз, с 1960 года — бригада совхоза «Мамино».

## Население
| 1869 | 1904 | 1908 | 1926 | 2002 | 2010 | 2021 |
| ---- | ---- | ---- | ---- | ---- | ---- | ---- |
| 417  | ↗515 | ↗650 | ↗742 | ↘49  | ↘23  | ↘19  |

Структура
- По данным 1904 года, в деревне было 92 двора с населением 515 человек (мужчин — 260, женщин — 255), все русские[9].
- По данным переписи населения 2002 года, в деревне проживали 49 человек, все русские[10]. По данным переписи населения 2010 года, в деревне проживали 23 человека — 9 мужчин и 14 женщин[11].